# Du bist der Oscar meines Herzens
Du bist der Oscar meines Herzens – czterdziesty drugi album zespołu z Niemiec Die Flippers. Płyta wydana w roku 2006.
Lista utworów
1. Du bist der Oscar meines Herzens – 3:09
2. Laguna d'amore – 3:13
3. Es flog ein Traum von mir zu dir – 3:20
4. Er war der größte Casanova – 2:58
5. Nur mit dir – 3:29
6. Das schwör ich dir – 2:55
7. Du malst den Regenbogen – 3:13
8. Wenn das Wörtchen wenn nicht wär – 3:03
9. Du bist die Allerbeste – 3:01
10. Sag noch einmal meinen Namen – 4:12
11. Angelina – 3:41
12. Du bist mein Talisman – 3:31
13. Unsere Liebe – 3:02
14. Bleib heut Nacht bei mir – 3:24